# 马莲水库
马莲水库，又称马莲川水库是中国宁夏回族自治区固原市西吉县境内的一座水库，位于葫芦河上，建于1959年。水库正常库容为7050万立方米，集雨面积为249平方千米，海拔为1933米。